# Mazzeo di Ricco
Mazzeo di Ricco (Messina?, ... – dopo il 1252) è stato un poeta italiano del XIII secolo della Scuola siciliana.
A parte il nome, della sua vita ci rimane solo un documento autografo del 1252 e una lettera a lui inviata da Guittone d'Arezzo.

## Opere
Gli vengono attribuite sei canzoni e un sonetto:

### Canzoni
- Amore, avendo interamente voglia
- Lo core innamorato
- La ben aventurosa innamoranza
- Madonna, de lo meo 'namoramento
- Sei anni ho travagliato
- Lo gran valore e lo pregio amoroso

### Sonetto
- Chi conoscesse sì la sua fallanza